# Ambula
Ambula (cyr. Амбула) – wieś w Czarnogórze, w gminie Ulcinj. W 2011 roku liczyła 34 mieszkańców.